# Inga yunckeri
Inga yunckeri är en ärtväxtart som beskrevs av Paul Carpenter Standley. Inga yunckeri ingår i släktet Inga och familjen ärtväxter. Inga underarter finns listade i Catalogue of Life.